# Phoroncidia splendida
Phoroncidia splendida là một loài nhện trong họ Theridiidae.
Loài này thuộc chi Phoroncidia. Phoroncidia splendida được Tord Tamerlan Teodor Thorell miêu tả năm 1899.